# Гаплогруппа J1b (Y-ДНК)
Гаплогруппа J1b — гаплогруппа Y-хромосомы человека.

## Палеогенетика

### Палеолит
Эпиграветтская культура
- SATP __ Satsurblia (Area B) __ Цхалтубский муниципалитет, Имеретия, Грузия __ 11461-11225 calBCE (11415±50 BP, OxA-34632) __ М __ J2 > J-FT34521 # K3.[1][2]

### Халколит
Древний Ближний Восток
- sha004 | S4, BIII __ Шахтепе[англ.] __ Горган (шахрестан), Голестан, Иран __ 3487-3101 calBCE (4560±33 BP, Ua-70798) __ М __ J > J-ZS50 # I1a.[3]

### Бронзовый век
Элладская цивилизация
- G31 | ΑΠ, #31_6 __ Perachora cave __ Лутракион-Айи-Теодори, Коринфия, Пелопоннес (периферия), Греция __ 2700-2200 BCE (4400 BP) __ М __ BT > J-ZS50 # J1c2.[3]

### Железный век
Индо-скифское царство
- Butkara IV — Сват, Хайбер-Пахтунхва, Пакистан.[4]
  - I6549 | Grave 51, T.50b (to be corrected as T.51b) __ 167-46 calBCE (2080±20 BP, PSUAMS-2788) __ М __ J1 > J-Y19093 # M30
  - I6550 | Grave 51, T.50a (corrected to T.51a) __ 41 calBCE - 57 calCE (1990±20 BP, PSUAMS-2789) __ М __ J1 > J-Y19093 # U2a

### Средние века
Делийский султанат
- I7715 | BKG308, Feature 139, DA-BIR0317-030 __ Barikot __ Сват (Пакистан) __ 1276-1390 calCE (670±25 BP, PSUAMS-4427) __ М __ J1 > J-Y6304* # M49.[4]

## Публикации
2015
- Jones ER, Gonzalez-Fortes G, Connell S; et al. (Ноябрь 2015). Upper Palaeolithic genomes reveal deep roots of modern Eurasians. Nature Communications. 6. doi:10.1038/ncomms9912. PMC 4660371. PMID 26567969. {{cite journal}}: Явное указание et al. в: |author= (справка)Википедия:Обслуживание CS1 (множественные имена: authors list) (ссылка)

2016
- Fu Q, Posth C, Hajdinjak M; et al. (Июнь 2016). The genetic history of Ice Age Europe. Nature. 534 (7606): 200–205. doi:10.1038/nature17993. PMC 4943878. PMID 27135931. {{cite journal}}: Явное указание et al. в: |author= (справка)Википедия:Обслуживание CS1 (множественные имена: authors list) (ссылка)

2019
- Narasimhan V., Patterson N., Moorjani P; et al. (Сентябрь 2019). The formation of human populations in South and Central Asia. Science. 365 (6457). doi:10.1126/science.aat7487. PMC 6822619. PMID 31488661. {{cite journal}}: Явное указание et al. в: |author= (справка)Википедия:Обслуживание CS1 (множественные имена: authors list) (ссылка)

2022
- Koptekin D, Yüncü E, Rodríguez-Varela R; et al. (Декабрь 2022). Spatial and temporal heterogeneity in human mobility patterns in Holocene Southwest Asia and the East Mediterranean. Current Biology. doi:10.1016/j.cub.2022.11.034. PMID 36493775. {{cite journal}}: Явное указание et al. в: |author= (справка)Википедия:Обслуживание CS1 (множественные имена: authors list) (ссылка)